# Chiesa di San Bartolomeo Apostolo (Trieste, Opicina)
La chiesa di San Bartolomeo Apostolo (in sloveno Sv. Jernej) è la parrocchiale di Opicina (Opčine), frazione di Trieste, in provincia e diocesi di Trieste; è sede dell'omonimo decanato.

## Storia
A Opicina sorgeva già nel Medioevo una chiesetta. Nel 1622, su ordine del vescovo di Trieste Rinaldo Scarlicchio, viene ampliata notevolmente la chiesa e viene istituita la parrocchia.
Alla fine del Settecento, con l'aumentare della popolazione, serve una nuova chiesa, più capiente. Così, su delibera del comune di Trieste, nel 1805 iniziano i lavori di costruzione della nuova chiesa. Il 28 novembre 1823, terminati i lavori, la chiesa è consacrata dal vescovo Antonio Leonardis.

## Parrocchia
Nell'ambito della parrocchia di San Bartolomeo di Opicina sono compresi anche i paesi di Banne e di Conconello, le cui chiese sono rispettivamente dedicate a San Floriano e alla Nostra Signora Immacolata di Lourdes.